# Maruja Barrig
María Graciela "Maruja" Barrig (Lima, 10 de junio de 1948) es una comunicadora, escritora y activista feminista peruana, conocida por ser una de las pioneras del feminismo peruano y haber escrito el libro Cinturón de castidad, la mujer de clase media del Perú (1979), texto que retrata la realidad de las mujeres en el país en la década de 1970, así como diversos ensayos respecto a la democracia peruana, el feminismo limeño y nacional.
Es fundadora del Movimiento Manuela Ramos y pertenece al núcleo fundador del grupo Mujeres por la Democracia (MUDE). Su interpretación de ser feminista, la violencia de género y el rol del Estado para combatir la violencia de género fueron importantes para los debates feministas de aquella época.
Se desempeña como docente de la Maestría de Género en la Universidad Nacional Mayor de San Marcos. Ha sido docente invitada en la Escuela de Posgrado de Estudios de Género de la PUCP, de la Facultad Latinoamericana de Ciencias Sociales (FLACSO - Ecuador) y de la Universidad Complutense de Madrid. Hasta el momento, lleva dos décadas como consultora independiente de proyectos de desarrollo en las áreas de planificación, evaluación institucional y transversalización del enfoque de género para diversas agencias de cooperación del Perú y en otros países de América Latina.

## Biografía
María Graciela Barrig Galván nació el 10 de junio de 1948 en Perú.
En 1965 ingresó a la Facultad de Letras y Periodismo de la Pontificia Universidad Católica del Perú. En 1969, se gradúa de Bachiller en Ciencias de la Comunicación. Posteriormente, se graduó de Magíster en Políticas Sociales, con Mención en Gestión de Proyectos Sociales por la Universidad Mayor de San Marcos.

## Trayectoria profesional
El trabajo de Maruja se divide en tres grandes áreas: 
- La primera de ellas es en torno a estudios sobre género y las relaciones de pareja de clase media, cuyas reflexiones se visibilizan en su primer libro Cinturón de castidad: la mujer de clase media en el Perú. Posteriormente, esta área condensará estudios sobre el feminismo, las organizaciones de mujeres a nivel regional y las Organizaciones No Gubernamentales (ONG) que luchan por los derechos de las mujeres.
- La segunda área de investigación, patrocinada por la beca de investigación de la Fundación Ford en 1981, es respecto a los estudios de la jerarquía familiar y la situación marital de las mujeres en zonas urbanas empobrecidas. De esta experiencia surge el libro Convivir, la pareja en la pobreza.
- Por último, el tercer área de investigación es el empleo. Maruja, al igual que otras investigadoras feministas peruanas, tuvo influencia de las feministas italianas respecto al trabajo doméstico como aporte a la reproducción del capital. Por ello, como coordinadora del programa de investigaciones de un ONG laboralista desarrolló una línea de investigación más estructural sobre el empleo, dado que en el país la mano de obra femenina era abundante en labores no calificadas, además de que la variable de género no era tomada en cuenta para la medición de desarrollo.

Fue doblemente ganadora de la Beca de investigación de la Fundación Ford. La primera beca la obtuvo en 1981 y la segunda en 1997. Entre los años 1991y 1993 fue parte de un proyecto del Comité LASA-FORD para incentivar en las universidades la creación de Centros de Estudios de la Mujer. Asimismo, fue ganadora de la Beca FLACSO, y en 1999 fue invitada como investigadora senior al Consejo Latinoamericano de Ciencias Sociales (CLACSO).
A finales de los años 90, Maruja comenzó a problematizar la cuestión indígena en los movimientos sociales y feminismo. En comparación con Ecuador y Bolivia, en el Perú no existía un movimiento indígena sólido y tampoco era clara la categoría de indígena en el país, ya que los originarios de la zona sur andina y nativos de la selva no se reconocían como tal, por lo que buscó investigar si se trataba de una identidad asignada o autoasumida. Es así que, en el libro El mundo al revés: imágenes de la mujer indígena (2001), expone cómo en el Perú, desde la crónica española, se tiene dos imágenes sobre los indígenas: la primera representa al indio traicionero, y la segunda, representa al "indígena campesino" que los operadores de proyectos de desarrollo han construido.

### Carrera docente y de investigación
Ejerció la docencia universitaria en una gran cantidad de universidades latinoamericanas, así como europeas y estadounidenses. Empezó en 1993 como docente de cursos de género, desarrollo y se desempeña como docente hasta la actualidad.
En sus inicios, fue docente del curso Género y desarrollo de la Universidad Nacional del Paraguay, la Universidad de Cuenca, la Universidad Central del Ecuador, la Universidad Centroamericana y la UCA - Managua, todas con el auspicio de la Fundación Ford. Asimismo, fue profesora visitante de Universidad Mayor San Simón en Cochabamba (Bolivia) en 1993 y de la Facultad Latinoamericana de Ciencias Sociales (FLACSO) en Ecuador. En estas universidades se armaron cursos sobre desarrollo local, de 40 horas en 5 días intensivos, en dónde mezclaban la teoría con la práctica de la planificación de género.
En el 2006 fue profesora invitada del Diploma de Estudios de Género de la Pontificia Universidad Católica del Perú y en el 2011 fue invitada por la Universidad Complutense de Madrid para el Módulo Seminario Internacional: Realidad Latinoamericana del Magíster de Género y Desarrollo, donde expuso la situación de las mujeres indígenas en la subregión andina. Ese mismo año, se desempeñó como Investigadora Asociada y miembro del Consejo Directivo del Centro Peruano de Estudios Sociales (CEPES). 
Su crítica y análisis de los obstáculos para conseguir transversalizar el género en las instituciones estatales han sido importante, tanto a nivel nacional como internacional. Así, ella reconoce 6 obstáculos presentes.

### Consultorías
En el sistema de las Naciones Unidas realizó evaluaciones para la mejora de la educación básica de niños y niñas, la violencia hacia mujeres, adolescentes y niños y la transversalidad del género en políticas públicas. 
- Evaluación del Programa “Mejorando La Educación Básica De Niñas y Niños De La Amazonia y Sur Andino Del Peru”. UNICEF – Universidad Peruana Cayetano Heredia (2017).
- Evaluación del Proyecto “Uruguay Unido contra la Violencia hacia Mujeres, Niños, Niñas y Adolescentes”. Ministerio de Desarrollo Social – Instituto Nacional de las Mujeres de Uruguay y Agencias del Sistema de Naciones Unidas. Fondo Fiduciario contra la Violencia hacia la Mujer de las Naciones Unidas (2015).
- Evaluación del Programa “Más Derechos, más poder para las Mujeres Brasileras”. Secretaría de las Mujeres del Gobierno Federal, Brasil y siete ONG (Brasilia, Sao Paulo, Recife, Rio de Janeiro). Fondo para la Igualdad de Género – ONU Mujeres (2014).
- Evaluación de las experiencias de Mainstreaming de Género en América Latina y Caribe. Centro Regional del Programa de Naciones Unidas para el Desarrollo PNUD – Panamá (2014).
- Evaluación de la experiencia del PNUD – Cuba en su acción de transversalidad de género. Centro Regional Programa de Naciones Unidas para el Desarrollo – PNUD. Habana – Cuba (2014).
- Revisión y validación de los Indicadores de la Estrategia de Seguridad de Centro América. Proyecto del Sistema de la Integración Centroamericana. Centro Regional de Servicios del PNUD – Panamá (2012).

Respecto a consultorías en otros países
- Ministerio Británico para el Desarrollo Internacional – DFID / Womankind Wordlwide: Evaluación Institucional Federación de Mujeres de Ica. (2011).
- Evaluación final del proyecto “La Discapacidad desde el Enfoque basado en derechos: consolidando el trabajo en red en América Latina y el Caribe” de la Confederación Española de Personas con Discapacidad Física y Orgánica-COCEMFE y La Red Iberoamericana de Entidades de Personas con Discapacidad Física (2016)[8]

## Activismo feminista y vida pública
A decir de Barrig, fueron las teóricas inglesas o norteamericanas (Shulamith Firestone o Kate Millett), más que las autoras españolas, francesas o italianas, las que influyeron en el feminismo peruano, interesado en resolver la situación social de las mujeres en el país.[cita requerida]

## Publicaciones

### Cinturón de castidad
Su obra más importante, Cinturón de castidad, publicada por primera vez en 1979 y que cuenta con cuatro ediciones. Esta última, data del 2017 e incluye un nuevo capítulo, en el que se detalla la interpretación que se tiene de Lima según grupo social. Maruja describe cómo los habitantes de un determinado grupo social se emparentan y disimulan los actos delictivos de sus integrantes, y al mismo tiempo, venden la ilusión de igualdad al resto del país.
Este libro aborda la historia de mujeres que enfrentaban el rol tradicional femenino desde su vivencia diaria, yendo, inclusive, contra los valores sociales de la época. Maruja nos presenta en su libro un modelo de mujer, impuesto por las normas de la Iglesia y del Estado, que pretendía contrarrestar las amenazas mundiales que iban desde el comunismo, la píldora anticonceptiva al trabajo fuera de casa.
En las palabras de Maruja, este libro surge de las inquietudes e insatisfacciones de la vida cotidiana, de la vida de pareja y de madre. Este libro, después de Ser mujer en el Perú, libro que -en un afán periodístico- recopilaba entrevistas hechas a mujeres peruanas, fue uno de los primeros escritos en el país que detallaba la vida cotidiana de las mujeres peruanas. De acuerdo a Maruja, nadie hablaba de género en ese tiempo en el Perú y tampoco existían muchos escritos sobre la vida cotidiana de las mujeres.

### Otros títulos
- Las Mujeres, los Gobiernos Locales y la Cooperación Española en Colombia. AECID, Bogotá, 2011.[11]
- El Mundo al Revés. Imágenes de la Mujer Indígena, Consejo Latinoamericano de Ciencias Sociales (CLACSO) y ASDI. Colección Becas de Investigación. Buenos Aires, 2001.[12]
- Sin morir en el intento. Experiencias de Planificación de Género en el Desarrollo, Maruja Barrig & Andy Wehkamp, editoras. NOVIB & Red Entre Mujeres, Lima, 1994.[13]
  - Versión en inglés: Engendering Development. Experiencies in Gender and Development Planning, Barrig & Wehkamp Eds. NOVIB & Entre Mujeres, Lima.
- Seis Familias en la Crisis, Lima, Asociación Laboral para el Desarrollo, 1993.[14]
- El Aborto en Debate. Entrevistas a líderes de opinión. Lima, Grupo de Trabajo SUMBI (Servicios Urbanos y Mujeres de Bajos Ingresos) & The Population Council, 1993.
- Las Obreras, Lima, ADEC & Mosca Azul Editores, 1986.[15]
- Convivir. La Pareja en la Pobreza, Lima, Mosca Azul Editores, 1982.[16]
- Fronteras Interiores. Identidad, diferencia y protagonismo de las Mujeres, Lima, Instituto de Estudios Peruanos, 2007.[17]
- De Vecinas a Ciudadanas. La Mujer en el Desarrollo Urbano. Grupo de Trabajo SUMBI (Servicios Urbanos y Mujeres de Bajos Ingresos), Lima, 1988.
- Mujer, Trabajo y Empleo, Lima, ADEC, 1985.

### Libros como co-autora
- La perspectiva de género en la evaluación de proyectos rurales. En coautoría con Patricia Ruiz Bravo. Lima, IICA-PREVAL, 1998.
- Género en el Desarrollo. En coautoría con Patricia Ruiz Bravo. Lima, Manual de Trabajo, LASA, 1995.
- Barrig, Maruja y Narda Henríquez, compiladoras, Otras Pieles. Género, Historia y Cultura, Lima, Pontificia Universidad Católica del Perú, 1995.
- Barrig, Maruja y Amelia Fort (1987) La Ciudad de las Mujeres: Pobladoras y Servicios. El caso de El Agustino. Informe de Investigación, mimeo, Grupo de Trabajo Servicios Urbanos y Mujeres de Bajos Ingresos, Lima.
- Barrig, Maruja, Ana María Yáñez y Marcela Chueca (1985) Anzuelo sin Carnada. Las Obreras en la Industria de Conserva de Pescado, Lima, ADEC y Mosca Azul Editores, 1985.

### Ensayos y Artículos
- Vindicación de la querida. Revista de cultura Ansible N° 8, Lima, 2019.
- Hágase en mí según tu palabra: el servicio doméstico en Antología del Pensamiento Crítico Peruano Contemporáneo. Martín Tanaka Coord. CLACSO – Buenos Aires, 2016.
- Esa Esquiva Transversalidad: Experiencias de Políticas para la Igualdad, Panamá, PNUD–Área Práctica de Género, 2015.
- Barrig, Maruja (2014) Colombia: El Orgullo De La Diferencia en Empoderamiento y Participación Política de las Mujeres Negras, Afrodescendientes y Palenqueras de Colombia. Oxfam Intermon.
- Barrig, Maruja (2014) Perú: De la Sumisión a la Rebeldía en De la casa a la Política: Escritos colectivos de las mujeres organizadas de Lima. Oxfam Intermon.
- El disciplinamiento de las Mujeres: Violencia y Política en los Gobiernos Locales, Lima, Instituto de Estudios Peruanos, 2014.
- Barrig, Maruja (2006) What is Justice? Indigenous Women in Andean Development Projects, en Women and Gender Equity in Development Theory and Practice. Institutions, Resources and Movilization. Jane Jaquette and Gayle Summerfield Editoras. Duke University Press. Durham, North Carolina.
- Barrig, Maruja (2004) Liderazgo Femenino, Ciudadanía y Violencia en el Perú de los 90, en Violencia y Estrategias Colectivas en la Región Andina: Bolivia, Colombia, Ecuador, Perú y Venezuela. Gonzalo Sánchez, Editor. Instituto Francés de Estudios Andinos – Universidad Nacional – Editorial Norma. Bogotá[18]
- Barrig, Maruja (2008) La Persistencia de la Memoria: Feminismo y Estado en el Perú de la década de 1990, en: Sociedad Civil, Esfera Pública y Democratización en América Latina: Andes y Cono Sur, Aldo Panfici, coordinador. Universidad Católica del Perú – Fondo de Cultura Económica. México, 2002. 
  - También publicado en la revista Debate feminista, Año 19. Vol. 37. México DF.
- Una Agenda Feminista: el rescate de la utopía, en co-autoría con Virginia Vargas, en: Al Rescate de la Utopía. Reflexiones para una Agenda Feminista del Nuevo Milenio, Lima, Ediciones Flora Tristán, 2000.
- Barrig, Maruja (2000) Introducción. O de Cómo llegar a un Puerto con el Mapa Equivocado, en: Las Apuestas Inconclusas. El Movimiento de Mujeres y la IV Conferencia Mundial de la Mujer. Ediciones Flora Tristán & UNIFEM. Lima.
- Barrig, Maruja (2001) La Despensa: Mujeres en los Proyectos de FONCODES, en Concertando para el Desarrollo: Lecciones aprendidas del FONCODES en sus estrategias de intervención, FONCODES. Lima.
- Las ONGs de Mujeres: pálidas pero serenas en: Cambios en las Organizaciones de Promoción del Desarrollo Peruanas, Mariano Valderrama, Ed. ALOP, SOS FAIM, CEPES, Lima, 1998.
- Barrig, Maruja (1998) Planificación Estratégica: Planificar desde y para las Mujeres, en Mujeres al Timón. Manual de Trabajo. CFEMEA - AGENDE - Centro Flora Tristán. México.
- Barrig, Maruja (1998) Female Leadership, Violence and Citizenship in Peru, en Women and Democracy. Latin America and Central and Eastern Europe, Jane Jaquette & Sharon Wolchik, eds. The Johns Hopkins University Press. Baltimore.
- Barrig, Maruja (1997) Autonomía: todo lo que hacemos en tu nombre, en Los Procesos de Reforma del Estado a la Luz de las Teorías de Género. Cuaderno del Centro Latinoamericano de Capacitación y Desarrollo de los Gobiernos Locales, N.º 26. 
  - Versión en inglés Autonomy: Oh what we do in your name en State Reform Processes in the Light of Gender Theories. Cuaderno No. 27 (January 1998). IULA (International Union of Local Authorities), Quito.

## Membresía y dirección
Designaciones:
- Designada miembro del Comité Independiente de Evaluación de la Línea de Apoyo Económico denominada “Iniciativas colectivas dirigidas a la obtención de recursos materiales para la realización de prácticas de patrimonio cultural inmaterial” por el Ministerio de Cultura del Perú, según la Resolución Directoral N.º RD N.º 000029-2020-DGPC/MC[19]

Membresía:
- Miembro del Consejo Consultivo Editorial de la revista “Agendas Locales de Género” – Unión Iberoamericana de Municipalistas. España
- Miembro de la Red de Mainstreaming de Género. Área Práctica de Género. Centro Regional de Servicios para América Latina y el Caribe – PNUD.
- Miembro Honorario del Colegio de Sociólogos del Perú.

Asociaciones:
- Experta Asociada. Centro Regional de Servicios para América Latina y el Caribe – PNUD.

Dirección:
- Comité Directivo del Centro Peruano de Estudios Sociales (CEPES), Lima.